# Ион, Фредерик

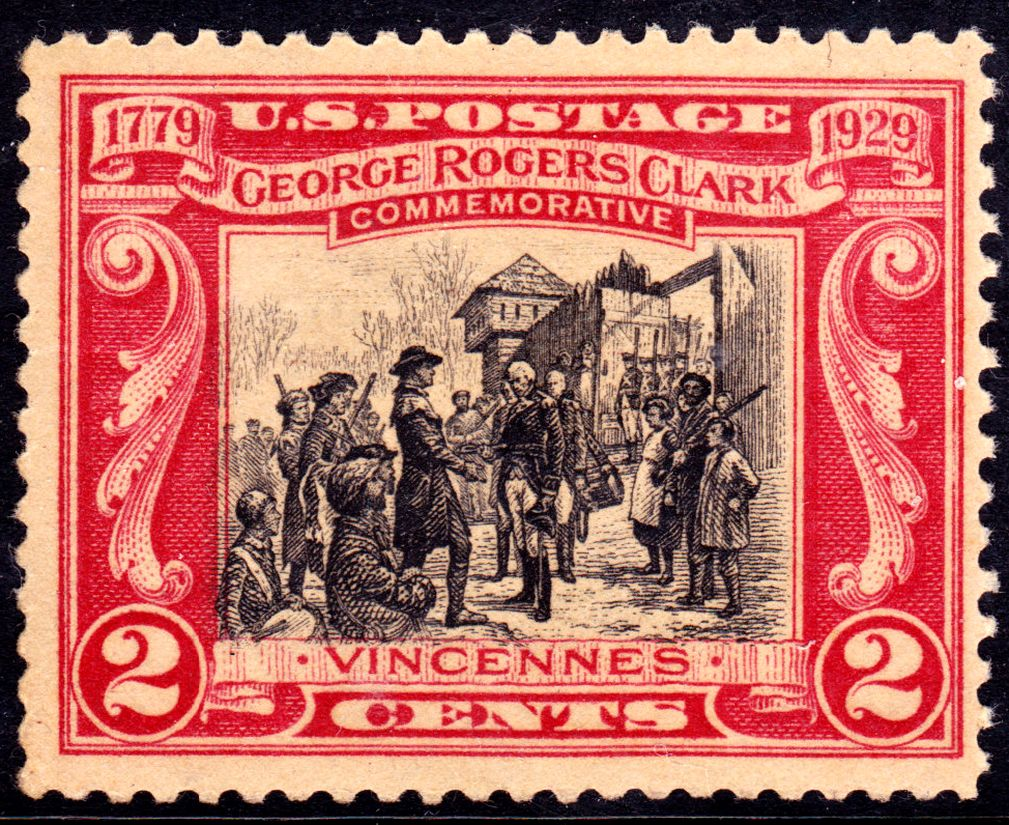
Почтовая марка США, посвященная Джорджу Кларку

Фредерик Ион (Йон) (англ. Frederick Coffay Yohn; 1875—1933) — американский художник и иллюстратор.

## Биография
Родился 8 февраля 1875 года в Индианаполисе, штат Индиана.
Учился в художественной школе Индианаполиса (англ.  Indianapolis Art School), затем в Лиге студентов-художников Нью-Йорка у Генри Моубри.
Первые работы художника появились в периодических изданиях Harper's Magazine, Collier's Weekly и Scribner's Magazine. Также иллюстрировал книги Джека Лондона, Фрэнсис Бёрнетт и Henry Cabot Lodge.
Специализировался Фредерик Ион на исторической военной тематике, особенно на Американской революции и Первой мировой войне. Одной из самых известных его картин является портрет Джорджа Вашингтона в военном лагере Valley Forge. Также он оформил почтовую марку США (1929 год), посвященную 150-летию победы американского военачальника Джорджа Кларка у форта Fort Vincennes.
Умер 6 июня 1933 года в Норуолке, штат Коннектикут.

Некоторые работы
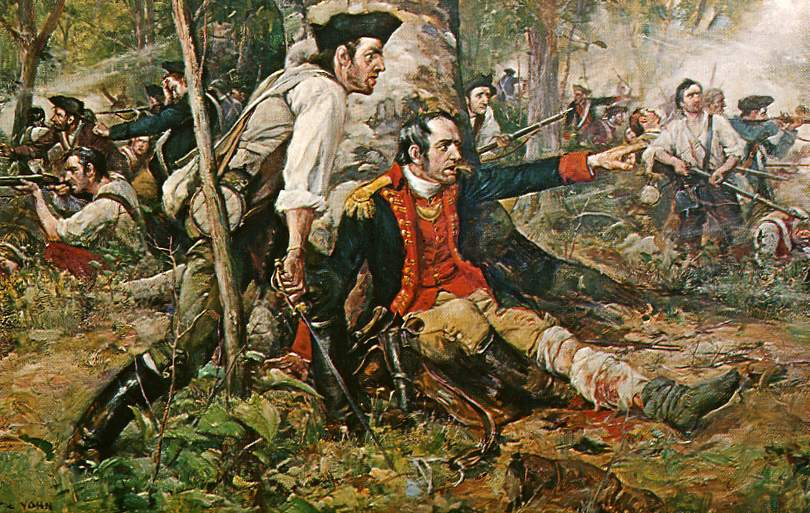
Herkimer at the Battle of Oriskany
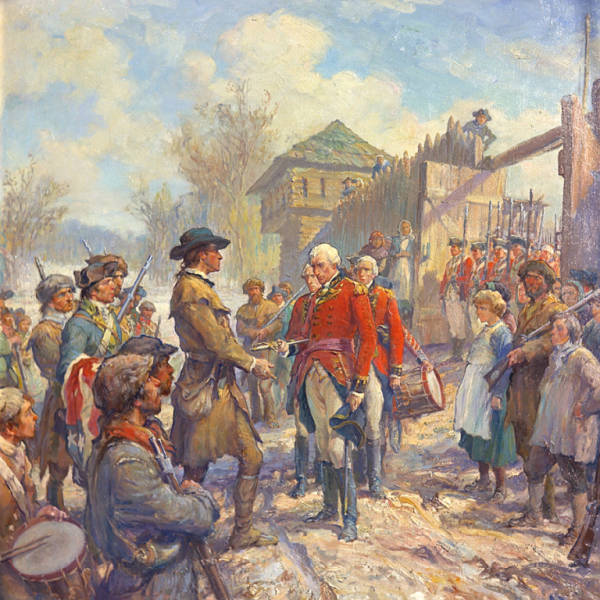
The Fall of Fort Sackville
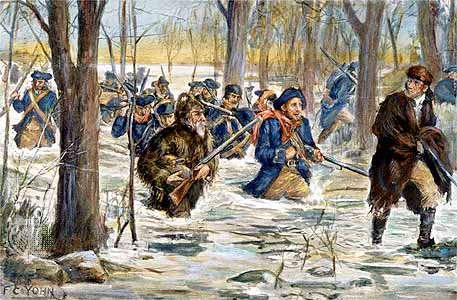
March to Vincennes